# Gustav Steinbrecht

Gustav Steinbrecht

Eduard Gustav Steinbrecht (* 22. August 1808 in Ampfurth; † 8. Februar 1885 in Berlin) war ein deutscher Reiter und Schüler von Louis Seeger. Berühmt wurde er durch das von seinem Schüler Paul Plinzner zusammengestellte und 1886 posthum veröffentlichte Buch Das Gymnasium des Pferdes, das als eines der Standardwerke der Reitliteratur gilt und maßgeblichsten Einfluss auf die Reiterei in Deutschland in der ersten Hälfte des 20. Jahrhunderts hatte.

## Leben
Steinbrecht, Sohn des Pastors Johann Gottfried Steinbrecht, wollte ursprünglich Tierarzt werden, entschied sich aber auf Zureden von Seeger zu einer Laufbahn als Berufsreiter (jedoch außerhalb des Militärs). Er vertrat das alte und im 19. Jahrhundert durch Einflüsse aus England auch in Deutschland aus der Mode gekommene System der klassischen Reitkunst und zeigte Wege auf, dieses auch für die Anforderungen der "modernen" Reiterei, beispielsweise in der Kavallerie, nutzbar zu machen.
Steinbrechts System floss daher auch in die Heeresdienstvorschrift Nr. 12 ein, die die Grundlage für die Ausbildung von Pferden und Reitern in der deutschen Armee darstellte.
Nach dem Studium arbeitete Steinbrecht zunächst für Seeger in Moabit. Von 1834 bis 1842 betrieb er einen Stall in Magdeburg, bevor er nach Berlin zurückkehrte und Marie Seeger, Louis Seegers Nichte, heiratete. 1849 übernahm er die Leitung der Seegerschen Reitschule und begann die Arbeit an seinem Buch. 1859 übernahm er wiederum eine eigene Reitschule in Dessau, bevor er 1865 erneut nach Berlin umzog, wo er bis zu seinem Tod blieb.